# Кузнецова, Ирина Михайловна
Ири́на Миха́йловна Кузнецо́ва (род. 9 декабря 1961 года, Москва, РСФСР, СССР) — экстремальный фотограф и кинооператор.

## Биография
Ирина Кузнецова родилась 9 декабря 1961 года.
Мама — полярница, лыжница, радиоинженер Валентина Михайловна Кузнецова (1937—2010). Окончила МГУ по специальности инженер-экономист. Президент Международной общественной организации "Международный полярный экспедиционно-спортивный центр «Метелица». Продолжательница единственной в мире женской полярной династии Кузнецовых. Оператор команды «Метелица» Спортивный разряд по лыжным гонкам.
Принимала участие в нескольких арктических и антарктических экспедициях «Метелицы». Выбрана единственной представительницей от России для участия в Антарктической экспедиции 2012 года.
Как независимый фотограф работала с крупнейшими агентствами новостей ТАСС и АПН по теме «Женщины в арктических и антарктических экспедициях».
Многократно публиковалась в крупных российских и международных изданиях США, Японии, Норвегии.
С 1990 года — организатор и руководитель фотожурналистского агентства MIR (Moscow Images and Reporting, США), которое занимается продвижением лучших российских фотографов на международном фотографическом рынке.
Активно участвовала в создании Гильдии профессиональных фотографов России, а также в организации конкурсов и выставочной работы Гильдии (вице-президент по международным связям).
Преподаватель фотокурса школы «Известий» по курсам «Авторское право и бизнес в фотографии».
C 2010 года Ирина Кузнецова капитан команды «Метелица»